# Thomisme
Pour l’article homonyme, voir Le Thomisme.
Le thomisme est une école de pensée philosophico-théologique inspirée des écrits de saint Thomas d'Aquin consistant principalement en un réalisme philosophique. Le thomisme a pris de nombreuses formes selon les périodes et les circonstances, s'éloignant plus ou moins des véritables thèses du docteur de l'Église selon les types de formes, certaines consistant en une interprétation extrêmement libre, d'autres se contentant d'une conservation rigide à la lettre de la Somme théologique. La plupart des philosophes de l'époque moderne, tels que René Descartes, John Locke, Gottfried Wilhelm Leibniz et après comme Emmanuel Kant, dialoguent directement ou indirectement avec les formes de thomisme de leur temps.
Un renouvellement du thomisme, appelé néothomisme, s'est développé depuis le début du XXe siècle. De nos jours, les penseurs qui se rattachent à la pensée de Thomas d'Aquin font du thomisme un courant philosophique et théologique encore étonnamment vigoureux. Les interprétations actuelles de Thomas d'Aquin consistent notamment en une mise en perspective contemporaine.
Le qualificatif de thomasien s'applique à la pensée de saint Thomas lui-même dans sa littéralité.

## Histoire du thomisme

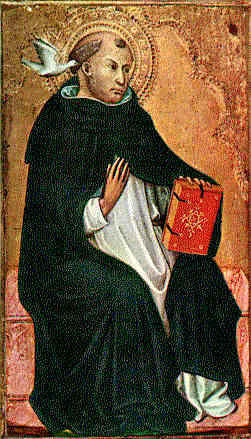
Thomas d'Aquin, Docteur de l'église catholique (1225-1274).

L'histoire du thomisme pose de difficiles problèmes de définition. Certains[Lesquels ?] nient en effet l'unité de cette histoire[Quoi ?], car il n'y aurait pas de critères certains pour distinguer ce qu'est un thomiste au sens strict : toutes les thèses fondamentales de Thomas d'Aquin furent à un moment soutenues ou rejetées par les thomistes. En outre, il est incontestable que de nombreux thomistes furent influencés par des courants philosophiques apparemment fort peu thomistes dans leurs fondements (par exemple par le criticisme). Le thomisme prend de nombreuses formes philosophiques et méthodologiques selon les périodes. Si polymorphe soit-il, il n'en reste pas moins, sous ses différentes formes, fidèle aux principes de base de la philosophie de saint Thomas, considérée comme un réalisme extrêmement ouvert sur les avancées scientifiques et intellectuelles qui ont ponctué l'histoire. Le dominicain Romanus Cessario propose les critères suivants (voir bibliographie) qui, s'ils sont contestables ou non exhaustifs, auront au moins le mérite de nous éclairer un peu sur le sujet :

### Thèses philosophiques défendues par les thomistes
Dieu :
- Dieu est acte pur ;
- l'homme peut saisir l'existence de Dieu à partir des choses visibles ;
- cependant, il est impossible pour un homme de saisir ce qu'est Dieu en lui-même.

En philosophie de matière et de forme :
- une seule forme substantielle actualise chaque corps physique ;
- l'individualisation d'un corps est réalisée par une matière déterminée ;
- les substances séparées sont dépourvues de tout principe d'individuation ;
- chaque créature est divisée en existence et essence.

Conception de l'homme :
- distinction dans les substances créées entre nature essentielle et activités de l'étant ;
- l'âme rationnelle est l'unique forme substantielle de l'être humain individuel.

Ces thèses forment un réalisme métaphysique qui s'oppose nettement à l'idéalisme, au positivisme et au matérialisme. Les penseurs se déclarant thomistes ne dévièrent pas ou très peu de ces thèses fondamentales.

### Périodes du thomisme

#### Attaque et défense du thomisme (XIIIe–XVesiècles)
Certaines thèses de la doctrine de Thomas sont condamnées trois ans après sa mort, en 1277 sous le soupçon d'Averroïsme, condamnations confirmées en 1284. Le franciscain Guillaume de La Mare rédige un Correctoire de Frère Thomas (1279), pour rectifier les thèses de Thomas en désaccord avec les thèses franciscaines. À partir de 1282, il sera permis de lire les œuvres de Thomas accompagnées de ces corrections. La pensée thomiste est prise à partie par les penseurs qui se rattachent au nominalisme médiéval ou aux penseurs qui se rattachent à Duns Scot. Cependant, certains tentent d'étudier la pensée thomiste, notamment Godefroid de Fontaine ou Pierre d'Auvergne. Le procès de canonisation a lieu entre 1319 et 1321 (sous le Maître Hervé Nédellec) ; canonisation en 1323 ; en 1325, révocation des condamnations par l'évêque de Paris Étienne de Bourret. Les écrits de Thomas devront être dorénavant défendus contre une certaine forme radicale d'augustinisme.

#### Les commentateurs (XVIeetXVIIesiècles)
Après la contre-réforme catholique du Concile de Trente, la scolastique connait un renouveau marqué par le retour aux grandes synthèses du XIIIe siècle, le thomisme en premier lieu. Ce retour au thomisme se marque par l'adoption définitive de la Somme théologique qui remplace le Livre des Sentences de Pierre Lombard comme manuel de théologie. La somme théologique devient l'ouvrage qui doit être lu, étudié et commenté. Ainsi, les commentaires de Thomas fleurissent, de même que les premiers manuels de philosophie thomiste naissent. Les centres de ce renouveau sont en Espagne ou au Portugal les universités de Salamanque, Alcala, Coïmbre.
Ainsi, c'est surtout pour lutter contre la réforme de Martin Luther que l'Église tente d'organiser sa pensée vers Thomas d'Aquin. Tous les efforts théologiques se réclament donc du thomisme.
Le renouveau thomiste s'affirme d'abord chez les dominicains.
- Francisco de Vitoria et ses disciples, qui s'attaquent notamment aux problèmes moraux et anthropologiques que soulèvent la découverte des indigènes et la colonisation :
  - Domingo de Soto
  - Melchor Cano
- Jean Ginès Sepulveda, adversaire de Vitoria.

Chez les Jésuites :
- Ignace de Loyola choisit Thomas d'Aquin comme docteur officiel de son Ordre avec l'obligation de le suivre sur toutes les questions théologiques.
- Luis de Molina
- Pedro da Fonseca
- Gabriel Vázquez, auteur d'un commentaire sur la Somme théologique de Thomas d'Aquin. Dans ses Disputationes metaphysicae, il abandonne la distinction réelle entre essence et existence.
- Rodrigo de Arriaga, auteur d'un volumineux Cours de théologie resté inachevé et d'un Cursus philosophicus où il se montre éclectique.
- Francisco Suárez, qui a « systématisé » en manuel la philosophie de Saint Thomas.

Notons encore :
- Les dominicains Jean Nicolaï, Pierre Labat, Jean-Baptiste Gonet, Antoine Goudin et Vincent Contenson en France
- Sylvestre de Ferrare qui produit un commentaire de la Somme contre les gentils.
- Cajétan, cardinal délégué par le Pape pour lutter contre Luther, produit un commentaire de la Somme de théologie.
- Antonio Trombetta, qui tente de réfuter des thèses de Cajétan
- Jean de Saint-Thomas qui produit des commentaires académiques.

#### Le thomisme à partir du milieu duXIXesiècle: la naissance du néothomisme

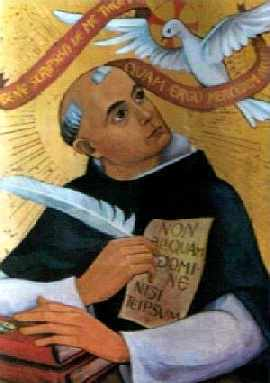
St Thomas d'Aquin (1225-1274).

On peut schématiquement distinguer deux aspects du néothomisme au XXe siècle : d'une part la recherche historique thomiste, qui vise à établir la pensée authentique de Thomas ; d'autre part, l'instrumentalisation de certaines thèses thomistes contre la philosophie moderne (positivisme et matérialisme). En France, le néothomisme fut surtout représenté par Jacques Maritain.
L'enseignement catholique est alors fort peu thomiste et s'inspire de Descartes, de son doute et de ses preuves de l'existence de Dieu. Les manuels de philosophie sont des manuels de philosophie cartésienne. Le néothomisme est considéré comme une réponse à ce danger. À travers l'Europe s'effectue un retour au thomisme : retour à la scolastique en Allemagne, à la fin du XIXe siècle, en réaction contre les doctrines postkantiennes ; en philosophie, on voit un renouveau de l'histoire de la philosophie médiévale ; en Italie, retour à la philosophie aristotélicothomiste. Mais on date la renaissance du thomisme à partir de l'encyclique Æterni Patris (« Sur la restauration dans les écoles catholiques de la philosophie chrétienne selon l'esprit du docteur angélique ») de Léon XIII en 1879, car le pape conseilla de suivre Thomas pour lutter contre les dangers de certains systèmes philosophiques, en pensant que la raison pouvait atteindre une vérité philosophique qui ne mettrait pas en danger la foi (voir article crise moderniste). Le 4 août 1880, Léon XIII déclare saint Thomas le patron des études dans les écoles catholiques (Cum hoc sit). Le 29 juin 1914, dans son motu proprio, le pape Pie X demande aux professeurs de philosophie catholique d'enseigner les principes du thomisme dans les universités et les collèges. Et cette même année, la Congrégation romaine des Séminaires et Universités promulgua une liste de 24 thèses thomistes considérées comme normæ directivæ tutæ. Après la mort de Pie X, Benoît XV fit réviser le Code de droit canonique, recommandant la doctrine de Thomas et approuvant les 24 thèses (1917).

#### Les thèses de 1914
Les thèses de 1914 sont une liste de 24 thèses promulguées par la Congrégation romaine des séminaires et des universités sous le pontificat de Pie X considérées comme norme directive.
Thèses ontologiques :
1. La puissance et l'acte divisent l'être de telle sorte que tout ce qui est est ou bien acte pur, ou bien composé nécessairement de puissance et d'acte comme principes premiers et intrinsèques.
2. L'acte, parce qu'il est perfection, n'est limité que par la puissance, qui est une capacité de perfection. Par conséquent, dans l'ordre où l'acte est pur, il ne peut être qu'illimité et unique ; là où il est fini et multiple, il entre en véritable composition avec la puissance.
3. C'est pourquoi dans la raison absolue de l'être même, Dieu seul subsiste, seul entièrement simple ; toutes les autres choses qui participent à l'être ont une nature qui restreint l'être, et sont constituées d'essence et d'existence, comme principes réellement distincts.
4. L'être se dit de Dieu et des créatures, non pas d'une manière univoque ni d'une manière purement équivoque, mais d'une manière analogue, d'une analogie à la fois d'attribution et de proportionnalité.
5. Il y a, en outre, dans toute créature, composition réelle du sujet subsistant avec les formes qui lui sont ajoutées secondairement, i.e. les accidents ; et cette composition ne se comprendrait pas si l'être n'était point reçu réellement dans une essence distincte de lui.
6. Outre les accidents absolus, il y a aussi le relatif, qui est un rapport vers quelque chose. Bien que ce rapport vers un autre ne signifie pas selon sa raison propre quelque chose d'inhérent à un sujet, il a souvent sa cause dans les choses et par suite une entité réelle distincte du sujet.
7. La créature spirituelle est tout à fait simple dans son essence.

## Le néo-thomisme duXXesiècle
Au début du XXe siècle, le thomisme prend un tournant nouveau avec le cardinal Mercier avec le père Réginald Garrigou-Lagrange, Jacques Maritain, Etienne Gilson, Jean Daujat et d'autres. Cette tradition se poursuit au début du XXIe siècle, avec des auteurs américains comme Edward Feser (en), l'irlandais Gaven Kerr, ou le Français Roger Pouivet. Ces trois derniers auteurs ayant la particularité de dialoguer souvent avec la philosophie analytique contemporaine.

## Influence
Pour le sociologue allemand Werner Sombart, le thomisme fait partie des courants du catholicisme qui ont contribué à faire émerger le capitalisme en enseignant les « vertus bourgeoises » à travers l'importance qu'il accorde à la rationalisation, sa condamnation de la jouissance et de l'oisiveté, et la valeur qu'il attache à l'honnêteté. Le puritanisme se serait ensuite progressivement approprié les principes de l'éthique thomiste.